# Hypoparathyreoidismus
Der Hypoparathyreoidismus (auch Hypoparathyroidismus) ist eine durch Unterfunktion der Nebenschilddrüsen verursachte Erkrankung, bei der eine mangelnde Parathormon-Ausschüttung zu Calciummangel führt.

## Ätiologie
Am häufigsten wird ein Hypoparathyreoidismus durch operative Eingriffe an der Schilddrüse verursacht. Die Nebenschilddrüsen können bei einer subtotalen (teilweisen) Thyreoidektomie (Schilddrüsenentfernung) versehentlich entfernt werden, bei radikalen Thyreoidektomien müssen sie eventuell zusammen mit der hinteren (dorsalen) Kapsel der Schilddrüse entfernt werden.
Seltenere Ursachen des Hypoparathyreoidismus sind u. a.:
- Autoimmune polyglanduläre Syndrome (z. B. APS Typ I)
- Bestrahlungen am Halsbereich
- langdauernder und schwerwiegender Magnesiummangel
- DiGeorge-Syndrom (durch fehlende Anlage der Nebenschilddrüsen)
- Entfernung einer oder mehrerer Nebenschilddrüsen aufgrund Hyperparathyreoidismus
- Überversorgung mit Vitamin D
- Kenny-Caffey-Syndrom[1]

## Symptomatik
Die klinische Symptomatik eines Hypoparathyreoidismus ist durch einen Calciummangel (Hypokalzämie) und dadurch auftretende Parästhesien und eine Tetanie geprägt. Unter anderem kommt es dabei zu einer Pfötchenstellung der Hände. Als klinische Zeichen fallen das Chvostek-Zeichen und das Trousseau-Zeichen positiv aus. Es kommen kognitive Einbußen im Sinne einer subkortikalen Demenz vor.
Weitere inkonstant auftretende Symptome sind unter anderem Alopezie (Haarausfall), Kopfschmerzen, Verdauungsstörungen, Kataraktbildung (grauer Star) und eine trockene, spröde Haut.
Länger anhaltender Calciummangel kann zur Fahr-Krankheit (Morbus Fahr) führen.

## Diagnostik
Das klinische Bild in Zusammenhang mit der Anamnese erwecken den Verdacht.
Ein erniedrigtes Calcium im Serum sollte Anlass zur Bestimmung des Parathormon-Spiegels sein. Der Parathormon-Spiegel müsste bei der Hypokalzämie reaktiv erhöht sein, ist im Falle des Hypoparathyreoidismus jedoch stark erniedrigt (bis unter die Nachweisgrenze). Begleitend kann sich eine Hyperphosphatämie (Phosphatanstieg im Blut) finden.

## Therapie / Prophylaxe
In der Chirurgie wird jede Möglichkeit genutzt, die Nebenschilddrüsen zu erhalten. Auch versehentlich entfernte Nebenschilddrüsen können durch eine Autotransplantation (Verpflanzung im eigenen Körper) in Muskelgewebe erneut „einwachsen“ und die Funktion wieder aufnehmen. Die Autotransplantation eignet sich auch zur Prophylaxe, wenn beispielsweise bei einer Bestrahlung Schäden abzusehen sind.
Ist die Nebenschilddrüsenfunktion erloschen, muss medikamentös ein normaler Calcium-Spiegel etabliert werden. Dazu eignet sich die perorale Calciumgabe in Kombination mit Vitamin D enthaltenden Präparaten. Während einer Tetanie kann die intravenöse Gabe von Calcium notwendig werden.
Calcitriol oder Alphacalcidiol sind Vitamin-D-Analoga, die als Dauertherapie unter laufender Kontrolle des Calciumspiegels eingesetzt werden.
Unter der Therapie sollte in regelmäßigen Abständen eine Serumspiegelkontrolle von Calcium und Phosphat erfolgen. Durch die Gabe von Calcium in hohen Mengen kann die Ausscheidung von Calcium mit dem Urin (Hyperkalziurie) ansteigen. Folge können Nierensteine oder eine Nephrokalzinose sein.
Zur Kontrolle sollte ebenfalls regelmäßig eine Bestimmung der Calciumausscheidung aus Sammelurin erfolgen.